# Alesia Hietmanawa
Alesia Michajłauna Hietmanawa (błr. Алеся Міхайлаўна Гетманава; ur. 19 września 2003) – białoruska zapaśniczka walcząca w stylu wolnym.
Brązowa medalistka mistrzostw Europy w 2024. 
Mistrzyni Europy U-23 w 2024. Mistrzyni świata juniorów w 2021 i druga w 2023. Trzecia na MŚ i ME kadetów w 2019 roku.